# Amphimallon solstitiale
Amphimallon solstitiale (Linnaeus, 1758) è un insetto coleottero appartenente alla famiglia Scarabaeidae.
Questo coleottero vola da giugno a luglio. È di abitudini crepuscolari, infatti nelle sere di fine primavera e inizio estate si vede spesso volare quasi a rasoterra nei boschi, campi e giardini europei.

## Riproduzione

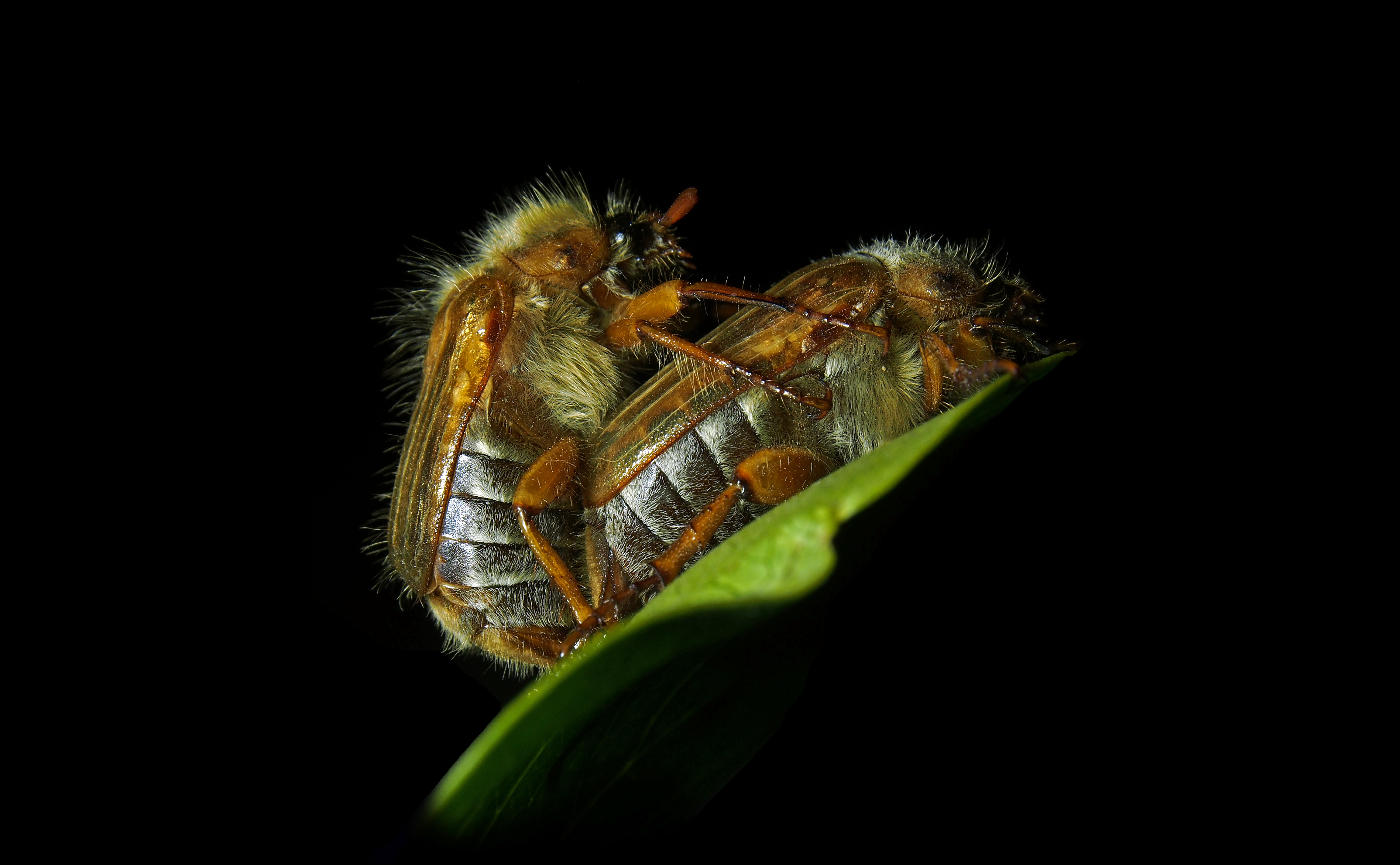
Accoppiamento di Amphimallon solstitiale.

L'accoppiamento avviene, di solito, con il maschio in groppa alla femmina che resta aggrappata ad un filo d'erba per tutta la durata di esso. Dopo l'accoppiamento, la femmina scava un buco nel terreno fondo 10-15 cm dove depone da 20 a 40 uova.
Dopo 15 giorni le uova si schiudono e fuoriescono le larve. Queste sono della classica forma a C (melolontoidi) con la testa e le tre paia di zampe, che la larva usa per muoversi nel terreno, chitinose e di colore arancione. Lungo il corpo la larva presenta dei forellini attraverso i quali respira. La larva continua a mangiare le radici di piante erbacee, moltiplicando più volte le proprie dimensioni attraversando 3 stadi: L1, L2, L3. Nel Settembre del secondo anno è già da tempo nello stadio L3 e a quel punto si trasforma in pupa nell'attesa di diventare adulta.
A Giugno la pupa si schiude e fuoriesce l'adulto. Nelle prime ore, l'adulto ha ancora i tessuti corposi e le elitre molli perché nello stadio di pupa molte parti del corpo non erano mai state usate (esempio: ali e zampe). Quando l'emolinfa affluisce in tutto il corpo i tessuti si induriscono e l'adulto può iniziare a volare in cerca di un partner. Esso raggiunge una lunghezza massima di circa 1,5 cm ed è color marroncino chiaro. Gli adulti muoiono dopo una vita libera di circa un mese dove avranno speso tutte le energie accumulate nello stadio larvale nella ricerca di un partner.

## Distribuzione e habitat
Questo coleottero vive in tutta Europa e predilige prevalentemente le praterie o zone dove la vegetazione sia poco fitta ma non è visibile dove i terreni sono sabbiosi o poco fertili in quanto non vi sono sufficienti radici con cui nutrire le larve e favorirne lo sviluppo.